# Осада Багдада (1258)
Осада Багдада 1258 года — осада и взятие столицы Аббасидского халифата, города Багдад в ходе монгольского ближневосточного похода. В 1258 году монгольские войска под командованием Хулагу и их союзники осадили Багдад, столицу Аббасидского халифата (в настоящее время — столица Ирака).
После вторжения Багдад был разграблен и сожжён, погибло от 100 000 до 1 000 000 жителей. Библиотеки Багдада, включая Дом Мудрости, были уничтожены монголами, книги кидали в реку, чтобы гатить Тигр. Багдад был разрушен и несколько столетий оставался грудой развалин, что означало конец Исламского Золотого Века.

## Предыстория
В то время Багдад был столицей Аббасидского Халифата, исламского государства, находившегося на территории современного Ирака. Аббасиды были второй исламской династией, в 751 году они свергли Омейядов, которые правили после смерти Али в 661 году. В середине XIII века халифат ослаб настолько, что стал незначительным государством; хотя халифа контролировали мамлюки или тюркские военачальники, он оставался важной фигурой в исламском мире, а в Багдаде жили богатые и образованные люди. До осады Хулагу монголы Байджу вторгались в Ирак в 1238, 1242 и 1246 годах, но в город не входили.

## Формирование осаждающей армии
В 1253 году монгольский правитель Мунке решил покорить Аббасидский халифат и создать вассальные государства в соседних регионах. Зная, что Багдад был большим и хорошо защищённым городом, Мунке приказал, чтобы каждый улус поставил в армию по два человека из каждого десятка. В ноябре 1257 года войска под командованием Хулагу, джалаира Элькэ-нойона, китайского вице-командира Го Кана направились к Багдаду. В армии присутствовал христианский контингент состоящий из армян, ведомых своим царём, и грузин, которые желали отомстить за разрушения Тбилиси Джелал ад-Дином Хорезмшахом несколькими десятилетиями ранее. Другими христианами были французы из Антиохии. Очевидец событий, перс Джувейни сообщает о присутствии 1000 китайских военных инженеров, армян, грузин, персов, турок.

## Осада
До осады Багдада Хулагу покорил луров и иранских исмаилитов-низаритов (известных как «ассасины»), взяв без боя неприступную крепость Аламут в 1256 году. Затем он пошёл на Багдад.
Мунке приказал своему брату пощадить халифат, если он покорится монголам. Приблизившись к Багдаду, Хулагу потребовал капитуляции; халиф аль-Мустасим отказался. По сообщениям современников, аль-Мустасим легкомысленно отнёсся к монголам и угрожал Хулагу, несмотря на то, что халиф не собрал армию и не укрепил стены Багдада.
Хулагу переправил часть сил через Тигр и взял город в «клещи». Халифская армия отбила монгол на западе, но следующая атака погубила её. Монголы заманили халифские войска в ловушку в низинах и разрушили дамбы, сдерживающие воды. Много халифских воинов утонуло.
29 января китайские инженеры окружили город частоколом и приступили к строительству осадных орудий и катапульт. Монголы повели штурм в привычном для себя стиле: к 5 февраля монголы отбили часть стены. Предложение Аль-Мустасима о переговорах было отвергнуто.
10 февраля Багдад сдался. 13 февраля монголы ворвались в город, и Хулагу отдал его на разграбление на неделю.

## Разрушения

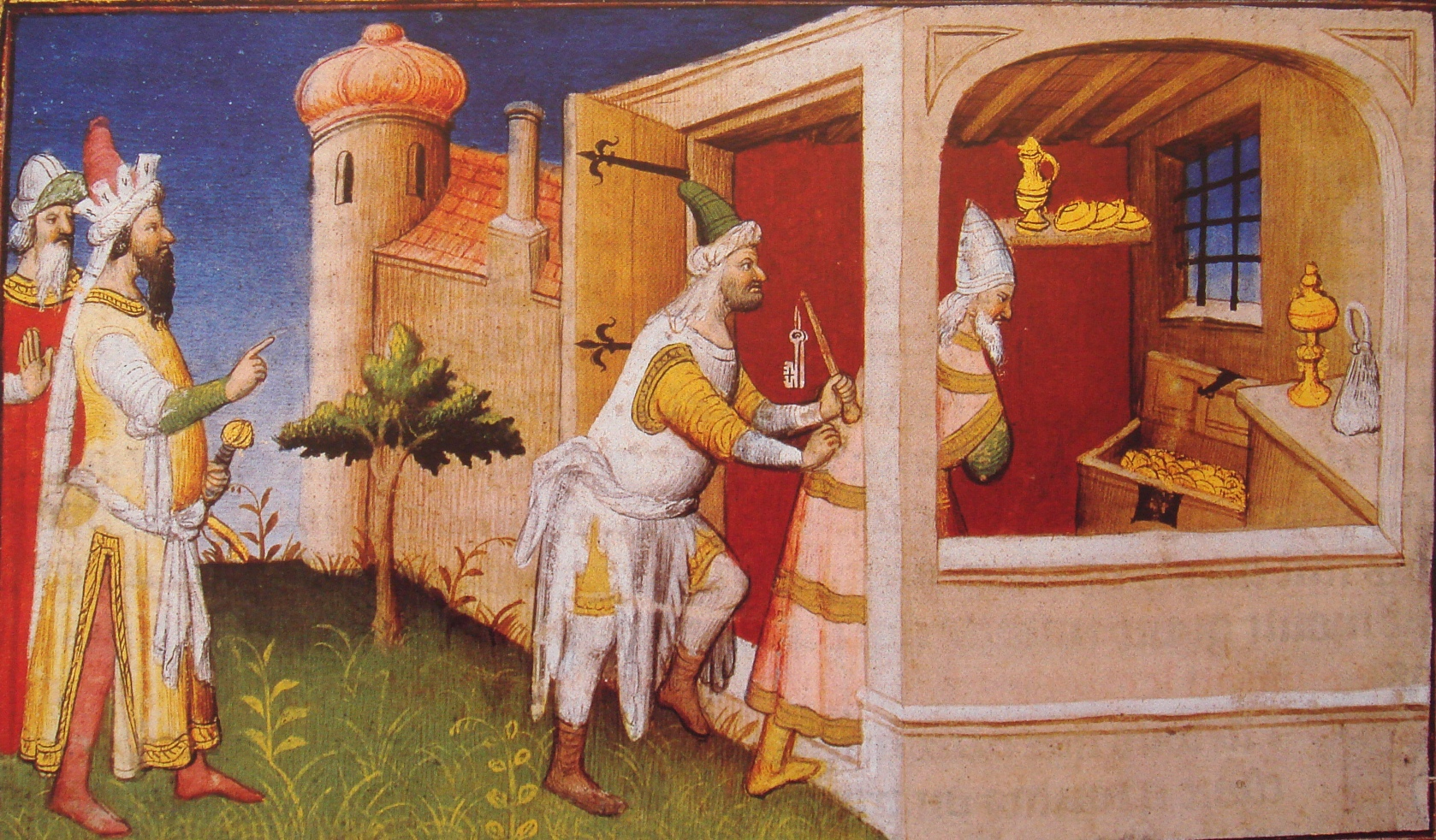
Хулагу (слева) заключает халифа Аль-Мустасима в сокровищницу, чтобы он погиб от голода. Средневековая миниатюра из «Le livre des merveilles», XV век.

Есть много фактов, свидетельствующих о жестокости монголов.
- Дом Мудрости, библиотека, содержащая рукописи по множеству отраслей науки, особенно по медицине и астрономии, была разрушена. Выжившие говорили, что Тигр был чёрным от смытых с рукописей чернил и красным от крови учёных и философов.
- Жители, пытавшиеся бежать, были беспощадно уничтожены монголами. Мартин Сикер пишет о 90 000 погибших. Другие говорят о гораздо бо́льших потерях. Вассаф утверждает о нескольких сотнях тысяч погибших. Ян Фрэйзер  в The New Yorker называет цифру 200 000—1 000 000 погибших[10].
- Монголы сжигали дворцы, мечети, библиотеки, больницы. Прекрасные здания, стоявшие веками, были уничтожены.
- Захваченного халифа заставили смотреть на гибель города. Большинство источников говорит о том, что халифа затоптали. Монголы завернули его в ковёр и провели по нему свою конницу. Так, они считали, земля не обидится на них за пролитие царской крови. Все дети халифа были уничтожены, но одного сына монголы пощадили и отправили к Мунке в Монголию, где он обосновался и завёл семью, но не играл никакой политической роли (см. Падение Аббасидов).
- Смрад от трупов заставил Хулагу перенести ставку с подветренной стороны от Багдада.

Обезлюдевший Багдад лежал в развалинах, не одно столетие понадобилось для возвращения былой славы.

### Комментарии историков
«Ирак 1258 года существенно отличался от современного. Система каналов поддерживалась больше тысячи лет. Багдад был блестящим интеллектуальным центром мира. Падение Багдада было психологическим ударом, от которого исламский мир не оправился. Ислам замкнулся в себе, стал более консервативным, нетерпимым к конфликтам веры и разума. С разграбления Багдада угас интеллектуальный светоч ислама. Масштаб потерь был сравним с разрушением Афин Перикла и Аристотеля. Монголы разрушили мелиорационные каналы и покинули Ирак, который уже не восстановился».Стивен Датч
«Они прошлись по городу, как голодные соколы, напавшие на летящих голубей, как разъярённые волки напавшие на овец, со спущенными поводьями, ухмыляющиеся они сеяли ужас и разрушение, кровати и подушки украшенные золотом и драгоценностями были распороты и разорваны в клочья. Девушек прятавшихся за занавесями в гареме за волосы вытаскивали на улицы и отдавали монгольским воинам… так население гибло от рук завоевателей».Абдуллах Вассаф в пересказе Дэвида Моргана

### Сельскохозяйственный упадок
Некоторые историки считают, что монголы уничтожили ирригационную систему, развивавшуюся в Месопотамии тысячелетиями. Во время войны каналы были уничтожены и никогда не восстановились. Люди, копавшие и ремонтировавшие каналы, либо погибли, либо бежали от монголов, и неисправные каналы быстро заиливались. Эта теория была выдвинута историком С. Соучеком в книге A History of Inner Asia («История Центральной (Внутренней) Азии») и была принята Стивеном Датчем.
Другие историки говорят о засолении почв как о причине сельскохозяйственного упадка.

## Последствия
На следующий год Хулагу назначил Джувейни губернатором Багдада, нижней Месопотамии и Хузестана. Под влиянием Докуз-хатун — жены Хулагу и несторианской христианки, христиане были пощажены монголами. Хулагу предоставил несторианскому католикосу Мар Макикхе дворец, и приказал построить для него кафедральный собор.
Падение Багдада положило конец 500-летнему существованию Абассидского халифата — хотя представитель династии Ахмад аль-Мустансир Биллах в конце концов добрался до Каира, где мамлюки провозгласили его халифом аль-Мустансир II, он и его потомки были марионетками мамлюкских султанов и так и не получили особого признания в мусульманском мире; в XVI в. с завоеванием Египта османами титул до XX в. принадлежал турецким султанам. Также произошло смещение влияния с Багдада в сторону таких городов, как Тебриз, ставший столицей основанного Хулагу после осады Государства Хулагуидов. .
Падение Багдада не стало таким эпохальным событием, как предполагалось, хотя и стало знаменательным событием для исламского мира. Мусульманские писатели традиционно связывают закат Золотого века ислама именно с этим событием, однако такой аргумент был подвергнут критике историками Аль-Халили и Биран как упрощенный и ленивый. В то время как в часто цитируемом описании историка XVI в. говорится, что в Тигр было выброшено так много книг из библиотек Багдада, что «цвет реки стал чёрным от их множества», израильский историк Михаль Биран в своей работе пишет, что крупные библиотеки вновь открылись для изучения и преподавания в течение двух лет после окончания осады. После разрушения Багдада он утратил свою былую славу и статус столицы халифата. В воспоминаниях Ибн Баттуты, посетившего город в 1327 году, Багдад описывается как тень прежнего великолепия, и что лишь река Тигр остаётся свидетельством его былого величия. По мнению Михаль Биран к долговременной маргинализации города привели последующие осады, подобные тем, что были проведены Тамерланом в 1393 и 1401 годах, а также османами в 1534 году.